# V004
V004는 러시아의 4세대 쌍발 엔진 전투기 수호이 Su-34에 탑재되는 수동주사식 위상배열(PESA) 레이다다.

## 제원
- 지상맵핑(Mapping) : 75km(40nmi)
- GMTI 표적 추적거리 : 30km
- 전투기 크기 표적 탐지거리 : 90km(48.6nmi)
- 탑재기종 : Su-32, Su-34

## 같이 보기
- N001
- Zhuk
- 수호이 Su-34
- Irbis-E